# 日本健康文化振興会
一般財団法人日本健康文化振興会（にほんけんこうぶんかしんこうかい）は、健康文化の振興を図ることを目的とした法人。1946年（昭和21年）に設立された。以前は厚生労働省所管の財団法人であったが、2012年9月、公益法人制度改革に伴い一般財団法人へ移行した。

## 概要
- 所　在：東京都杉並区阿佐谷南1丁目14番地1号
- 代表者：理事長　佐藤元彦

その他役員については、同財団ホームページにて公開されている。

## 事業
- 以下の事業を行っている
- 全国健診事業（人間ドック・生活習慣病健診・定期健康診断・婦人科検診・歯科検診・特殊健康診断）
- 巡回健診事業（人間ドック・生活習慣病健診・定期健康診断・婦人科検診・歯科検診・特殊健康診断）
- オンライン禁煙治療プログラム
- 保健指導事業（特定保健指導・一般保健指導・オンライン面談）
- 健康教育事業（生活習慣病指導専門職セミナー・教育研修・健康文化研究懇談会）
- その他（医療関連施設サポート事業）